# Holmtjärnen (Leksands socken, Dalarna, vid Rällsjön)
Holmtjärnen är en sjö i Leksands kommun i Dalarna och ingår i Dalälvens huvudavrinningsområde. Sjön har en area på 0,0553 kvadratkilometer och ligger 286 meter över havet.

## Delavrinningsområde
Holmtjärnen ingår i det delavrinningsområde (673887-147375) som SMHI kallar för Utloppet av Rällsjön. Medelhöjden är 319 meter över havet och ytan är 13,23 kvadratkilometer. Det finns ett avrinningsområde uppströms, och räknas det in blir den ackumulerade arean 24,08 kvadratkilometer. Rällsjöån som avvattnar avrinningsområdet har biflödesordning 4, vilket innebär att vattnet flödar genom totalt 4 vattendrag innan det når havet efter 258 kilometer. Avrinningsområdet består mestadels av skog (72 procent). Avrinningsområdet har 3,02 kvadratkilometer vattenytor vilket ger det en sjöprocent på 22,8 procent.